# Willi Denzer
Willi Denzer (* 21. Januar 1910; † unbekannt) war ein deutscher Radrennfahrer und Funktionär im Radsport.

## Leben
Denzer begann 1926 mit dem Radsport. Als Radrennfahrer war er im Bahnradsport und im Straßenradsport aktiv. Als Jugendfahrer wurde er mehrfach Gaumeister in der Pfalz. Bei den Amateuren kam er 1930 in der nationalen Meisterschaft im Sprint beim Sieg von Robert Trauden auf den dritten Rang. 1932 wurde er in die deutsche Bahnnationalmannschaft berufen. Erfolge hatte er insbesondere im Zweier-Mannschaftsfahren und in der Mannschaftsverfolgung. 
Der Zweite Weltkrieg beendete seine sportliche Karriere. Von 1939 bis 1945 war er Soldat in der deutschen Wehrmacht. Nach Kriegsende engagierte er sich im Radsport als Funktionär. Von 1946 bis 1950 war er Vorsitzender des Pfälzischen Radfahrerbundes. 1948 wurde er Generalsekretär im Bund Deutscher Radfahrer (BDR), 1949 dann Straßenfachwart des BDR. 1953 war er maßgeblich an den Verhandlungen des BDR mit der Union Cycliste Internationale (UCI) über die Wiederaufnahme Deutschlands in den Weltradsportverband beteiligt. 1964 wurde er Vizepräsident in der Fédération Internationale de Cyclisme Professionnel innerhalb der UCI, einer Teilorganisation des Weltradsportverbandes für den Berufsradsport. 1968 wurde er in das Organisationskomitee des Nationalen Olympischen Komitees (NOK) Deutschlands zur Vorbereitung der Olympischen Sommerspiele in München 1972 berufen. In seinem Heimatverein, dem „RC 1899 Friesenheim“, war er viele Jahre lang Vorsitzender. Er gilt als Initiator des Neubaus der Radrennbahn Ludwigshafen-Friesenheim.